# 霍尔茨维克德
霍尔茨维克德（德語：Holzwickede，發音：[hɔltsˈvɪkədə]）是德国北莱茵-威斯特法伦州阿恩斯贝格行政区翁纳县的市镇，面积22.36平方千米，2023年12月31日人口为17,587人。

## 友好城市
- 法國 卢维耶
- 英国 韦茅斯
- 德国 科尔迪茨